# گونار اریکسون
گونار اریکسون (انگلیسی: Gunnar Eriksson؛ ۱۳ سپتامبر ۱۹۲۱ – ۸ ژوئیه ۱۹۸۲) اسکی‌باز صحرانوردی اهل سوئد بود.
وی در مسابقات کشوری و بین‌المللی در مجموع برندهٔ ۲ مدال طلا، ۱ مدال برنز شده‌ است. در المپیک زمستانی 1948 دو مدال، یک طلا در امدادی 4×10 کیلومتر و یک برنز در 18 کیلومتر انفرادی کسب کرد. اریکسون در مسابقات جهانی اسکی 1950 FIS Nordic در ماده 50 کیلومتر قهرمان شد، اما در المپیک 1952 دوازدهم و در مسابقات جهانی 1954 بیست و یکم شد. اریکسون پنج برادر و سه خواهر داشت. پدر آنها در سن 42 سالگی درگذشت و فرزندان مجبور شدند در نوجوانی در کارخانه چاقوسازی محلی شروع به کار کنند. در سال 1946 آنها تجارت سخت افزار خود را راه اندازی کردند. اریکسون با کرستین نورلین، برنده ماراتن اسکی واسا در سال 1949 که در همسایگی زندگی می کرد، ازدواج کرد. او در 38 سالگی درگذشت. اریکسون پس از بازنشستگی از مسابقات در سال 1954 زمانی را صرف جمع آوری تمبر، ماهیگیری، شکار و کار به عنوان چوب بری کرد. در سال 1980 به بیماری لو گریگ مبتلا شد و در ژوئیه 1982 درگذشت.